# Andreas Koller (Politiker)

Grab von Andreas Koller in St. Ruprecht

Andreas Koller (* 1799 in Großfeistritz (Krain); † 23. Mai 1875 in Klagenfurt) war ein österreichischer k.k. Hof- und Gerichtsadvokat und von 10. November 1850 bis 13. April 1852 Bürgermeister von Klagenfurt.

## Leben
Andreas Koller studierte in Wien und wurde 1830 k. k. Hof- und Gerichtsadvokat in Klagenfurt. 1848 wurde er für den provisorischen Landtag vorgeschlagen. 1849 war er Vorsitzender des Komitees zur Errichtung einer Handelskammer und ab 1850 Gemeinderat der Stadt Klagenfurt. 1850 wurde er in Folge der Revolution von 1848/1849 im Kaisertum Österreich zum ersten nach annähernd modernen Standards gewählten Bürgermeister. Seine Vereidigung wurde mit einem Festgottesdienst und Kanonenschüssen zelebriert. Kurz vor der Wahl war ihm das Ritterkreuz des Franz-Joseph-Ordens verliehen worden. 
In seine Amtszeit fällt die Planung umfassender Stadtverschönerungen und die Förderung kultureller Belange, der Ausbau des Lendhafens, der Kreuzberglanlagen, die Errichtung einer ständigen Postkutschenverbindung nach Laibach sowie die Einführung des Telegrafendienstes in der neuen Post- und Telegrafendirektion und die Gründung des Kunstvereines.
Andreas Koller trat am 13. April 1852 aufgrund ungeklärter Differenzen zurück. Vizebürgermeister Josef Anton Gugitz war bis zur Wahl eines Nachfolgers mit den Stadtgeschäften betraut, lehnte die Wahl zum Bürgermeister jedoch ab.
Andreas Koller starb zurückgezogen und wurde in einem Mauergrab auf dem Friedhof St. Ruprecht beigesetzt.

## Belege
- Eduard Skudnigg: Die freigewählten Bürgermeister von Klagenfurt. In: Gotbert Moro (Hrsg.): Die Landeshauptstadt Klagenfurt. Aus ihrer Vergangenheit und Gegenwart. Band 2. Klagenfurt 1970, S. 305 f.
- Bürgermeister seit 1850 auf der Website der Stadt Klagenfurt

| Vorgänger   | Amt                                    | Nachfolger       |
| ----------- | -------------------------------------- | ---------------- |
| Josef Truck | Bürgermeister von Klagenfurt 1850–1852 | Ferdinand Hauser |

| Personendaten    | Personendaten                                                              |
| ---------------- | -------------------------------------------------------------------------- |
| NAME             | Koller, Andreas                                                            |
| KURZBESCHREIBUNG | österreichischer Hof- und Gerichtsadvokat und Bürgermeister von Klagenfurt |
| GEBURTSDATUM     | 1799                                                                       |
| GEBURTSORT       | Großfeistritz                                                              |
| STERBEDATUM      | 23. Mai 1875                                                               |
| STERBEORT        | Klagenfurt                                                                 |